# Karl Sigmund von Hohenwart
Karl Sigmund von Hohenwart (né le 12 février 1824 à Vienne et mort le 26 avril 1899 à Vienne) était une personnalité politique autrichienne.
Il est ministre-président d'Autriche du 6 février au 30 octobre 1871.